# Werner Heukamp

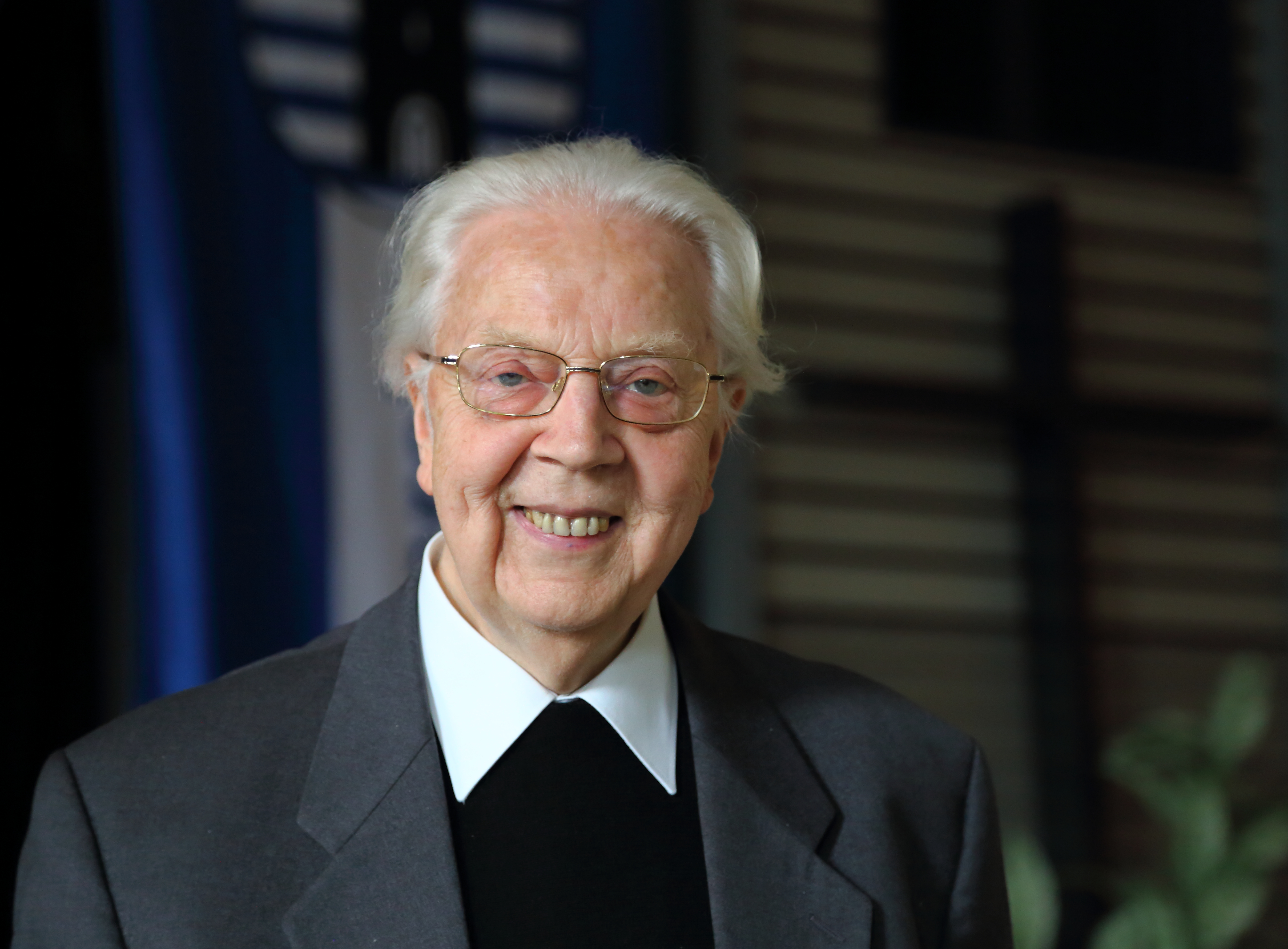
Werner Heukamp (2014)

Werner Heukamp (* 20. Mai 1929 in Hörstel; † 29. Juli 2020 in Ibbenbüren) war ein deutscher römisch-katholischer Priester, Heimatforscher und Autor vornehmlich niederdeutscher Sprache. Überregional bekannt ist er vor allem durch sein Plattdütsket Gebiädbook (1996).

## Leben und Wirken

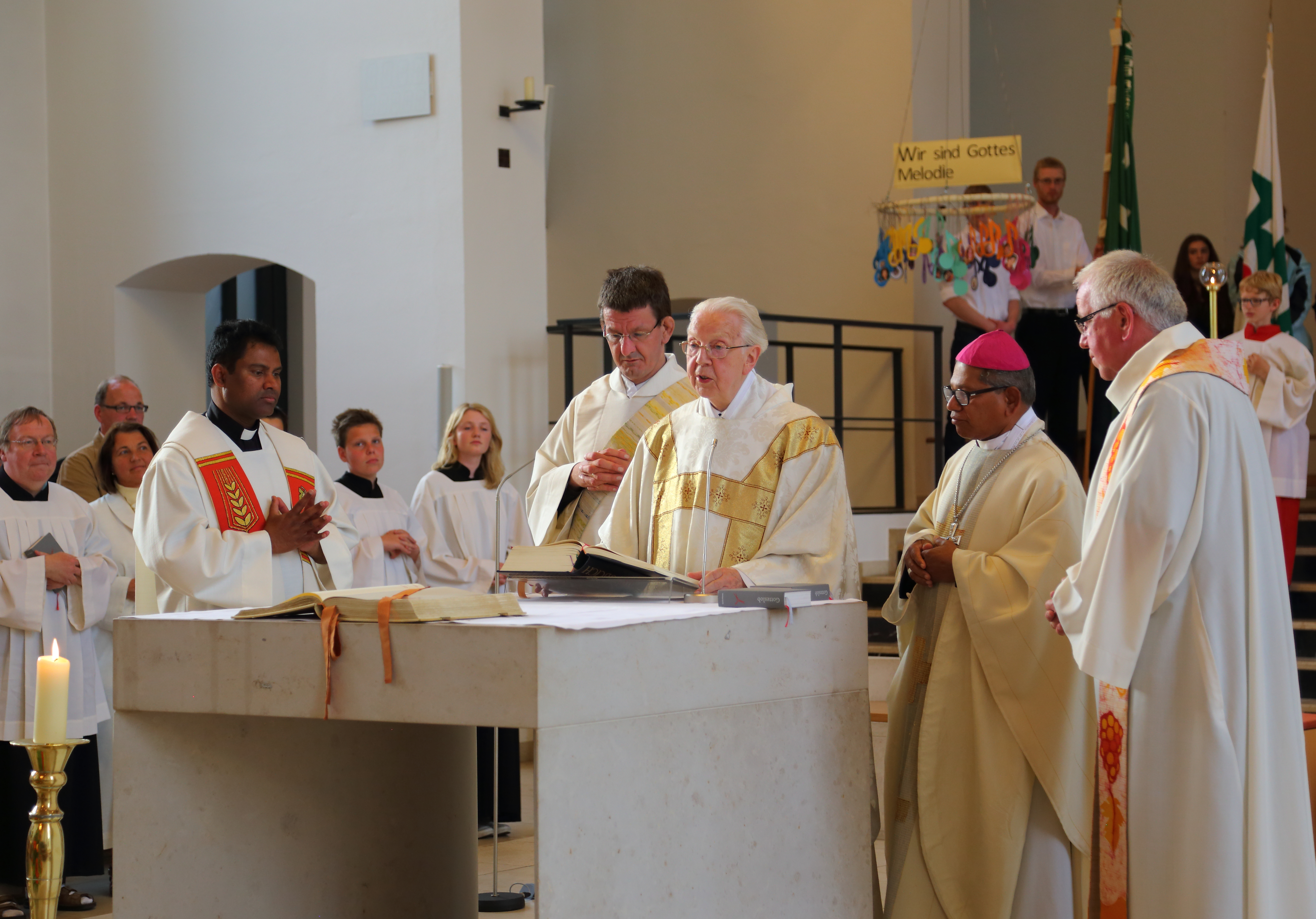
Werner Heukamp 2014 bei der Festmesse in der Pfarrkirche St. Dionysius anlässlich seines 85. Geburtstages und seines 20-jährigen Wirkens in Recke.

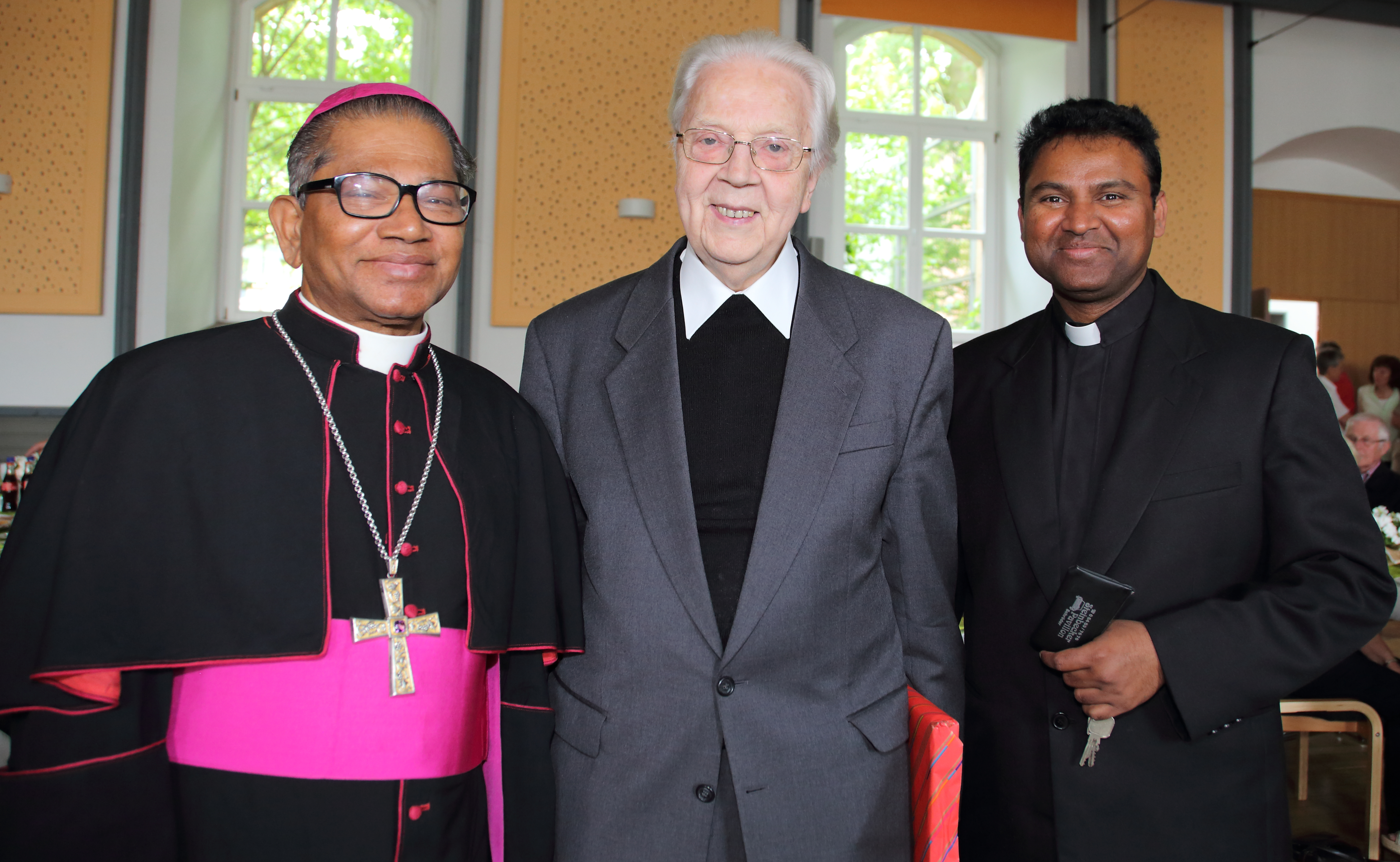
Die Pfarrer Werner Heukamp und Gnana Prakasham Chinnabathini (rechts) mit Erzbischof Thumma Bala, dem Erzbischof von Hyderabad (2014).

Werner Heukamp wurde am 20. Mai 1929 als Sohn des Bäckermeisters Heinrich Heukamp und dessen Frau Maria, geborene Stehmann, in Hörstel geboren. Nach dem Abitur 1950 am Gymnasium Dionysianum in Rheine studierte er Theologie und Philosophie an der Westfälischen Wilhelms-Universität in Münster sowie in Mainz. Seit dieser Zeit war er Mitglied der Apostolischen Bewegung von Schönstatt. Am 16. März 1957 empfing er durch Bischof Michael Keller die Priesterweihe. Anschließend war Werner Heukamp von 1957 bis 1969 als Kaplan in Borken-Gemen, Hopsten und an St. Martinus in Greven tätig. 1969 wurde er Pfarrer der Grevener St.-Mariä-Himmelfahrt-Gemeinde, die er bis zum 65. Lebensjahr 1994 leitete. Ab 1975 stand Pastor Heukamp auch dem Pfarrverband Greven vor. Als Vicarius cooperator wechselte er 1994 nach Recke in die Pfarrgemeinde St. Dionysius. Im Jahr 2004 entpflichtete Bischof Reinhard Lettmann ihn auch von diesem Amt und verlieh ihm den Titel eines Parochus emeritus. Dennoch war Pastor Heukamp weiterhin auch in der Seelsorge aktiv.
Als Autor setzte sich Heukamp eindringlich für den Erhalt und die Pflege der niederdeutschen Sprache ein und regte plattdeutsche Lesewettbewerbe an den örtlichen Schulen an. Literarisches Vorbild war ihm vor allem sein Amtsbruder Augustin Wibbelt, den er häufig zitierte. Zum Erntedankfest feierte er in Recke und Steinbeck regelmäßig plattdeutsche Messen. Großen, auch überregionalen Erfolg hatte er mit seinem erstmals 1996 veröffentlichten Plattdütsket Gebiädbook, das mehrere Auflagen erlebte. Für diese Zusammenstellung übersetzte Heukamp zahlreiche Psalmen und weitere Textstellen des Alten Testaments sowie des Neuen Testaments, aber auch Gebete wie das Vater unser, das Ave Maria oder das Apostolische Glaubensbekenntnis in die niederdeutsche Sprache und versah diese mit kurzen meditativen Betrachtungen. Aber auch so unterschiedliche Texte wie den Sonnengesang des heiligen Franz von Assisi oder Gebete von Eduard Mörike übertrug er für dieses Buch ins Plattdeutsche. Heukamp war damit seiner Zeit voraus: Das erste „offizielle“ niederdeutsche Gebetbuch wurde erst 2004 unter dem Titel „Morgen roop ick Di wedder an“ vom Bistum Münster veröffentlicht. Unter dem Titel Niehet hauch ließ er 2008 ein weiteres Gebetbuch mit platt-, aber auch hochdeutschen Texten folgen.
Heukamp verfasste seine Texte im Münsterländer Platt, wobei er sich des Umstands bewusst war, dass Aussprache und Bedeutung einzelner Wörter lokal sehr verschieden sein können. Deshalb gab er im Vorwort seines Plattdütsket Gebiädbook den Hinweis:
„Jedet Duorp un jede Stadt hätt bi siene plattdütske Sprauke siene eegenen Lute. Daorüm is et guet, dat Gebiäd toeerst still vör sik to liäsen un dann lut in siene eegene Sprauke to säggen.“
Bereits seit seiner Zeit in Greven betätigte sich Heukamp zudem als Heimatforscher für den Altkreis Tecklenburg und die vormalige Grafschaft Lingen. Der Wechsel nach Recke bewog ihn dazu, sich intensiv mit der Geschichte dieser Gemeinde zu befassen. In diesem Zusammenhang regte Heukamp die Aufstellung einer Reihe von Gedenktafeln und Bildstöcken an, die in Zusammenarbeit mit dem Heimatverein Recke und örtlichen Fastabenden realisiert wurden. Hierbei arbeitete er in der Initiativgruppe „Skulptur“ eng mit Josef Surholt († 2008) zusammen. Das letzte gemeinsame Projekt der beiden Heimatfreunde war die 2009 aufgestellte Skulpturen-Gruppe Torfstecher und Sohn bei der Arbeit, die an die frühere wirtschaftliche Bedeutung des Recker Moores erinnert.
Seine heimatkundlichen Erkenntnisse veröffentlichte Heukamp in seiner in zumeist zweiwöchigem Abstand erscheinenden Rubrik Unnerwäggens düör Riecke in der Ibbenbürener Volkszeitung. Die oft um Anekdoten ergänzten Beiträge waren zumeist ganz oder zumindest passagenweise in Niederdeutsch verfasst. Auswahlen daraus bereitete er 2001, 2006 und 2010 in Buchform auf. Verschiedentlich steuerte er Beiträge für Unser Kreis, das Jahrbuch für den Kreis Steinfurt, bei.
Daneben verfasste Heukamp eine Reihe von Mysterienspielen, die anlässlich verschiedener kirchlicher Festtage aufgeführt wurden, jedoch noch nicht im Druck erschienen sind. Für eine dieser Aufführungen, Das Grab ist leer, ein Spiel, das er als Präses der Katholischen Arbeitnehmer-Bewegung (KAB) Recke für deren Theaterspielkreis verfasst hatte, erhielt der KAB-Theaterspielkreis im Jahr 2003 den ersten Recker Kulturpreis des örtlichen Kulturvereins verliehen. Heukamp wurde damit gleichzeitig als Autor des Theaterstücks sowie für seine Beiträge in der Ibbenbürener Volkszeitung gewürdigt. 2011 brachte Heukamp ein kleineres Werk über die Riesenbecker Ortsheilige Sünte Rendel (Reinhildis) und die sie umgebenden Legenden heraus, mit denen der gebürtige Hörsteler seit frühester Jugend vertraut war. Das Büchlein enthält auch ein kurzes niederdeutsches Bühnenstück in zwei Akten zu Leben und Vorbildcharakter der Heiligen.
Ein weiteres Interessensgebiet des Naturliebhabers, der als Kind Gärtner werden wollte, war die Flora. Besonders hatten es ihm dabei die Blumen und Wildkräuter angetan.
Anlässlich seines goldenen Priesterjubiläums, das er am 18. März 2007 in Recke feierte, ernannte ihn der Heimatverein Recke e.V. zum Ehrenmitglied.
Für seine besonderen Verdienste in der Heimat- und Brauchtumspflege erhielt Werner Heukamp am 18. März 2011 den Brauchtumspreis des Kreises Steinfurt. Mit diesem Preis werden jährlich Persönlichkeiten geehrt, die sich mit ihrer Arbeit für die Forschung, Erhaltung und die aktiv gelebte Heimat- und Brauchtumspflege im Kreis Steinfurt einsetzen.
2019 erhielt Werner Heukamp den Kulturpreis des Kulturvereins Recke für sein Lebenswerk der Förderung der plattdeutschen Sprache.
Im Dezember 2019 entschied der Rat der Gemeinde Recke einstimmig, auf Vorschlag des Heimatvereins Recke und des Kulturvereins Recke, Werner Heukamp zum Ehrenbürger der Gemeinde Recke zu ernennen.
Er starb am 29. Juli 2020 im Alter von 91 Jahren.

## Werke (Auswahl)

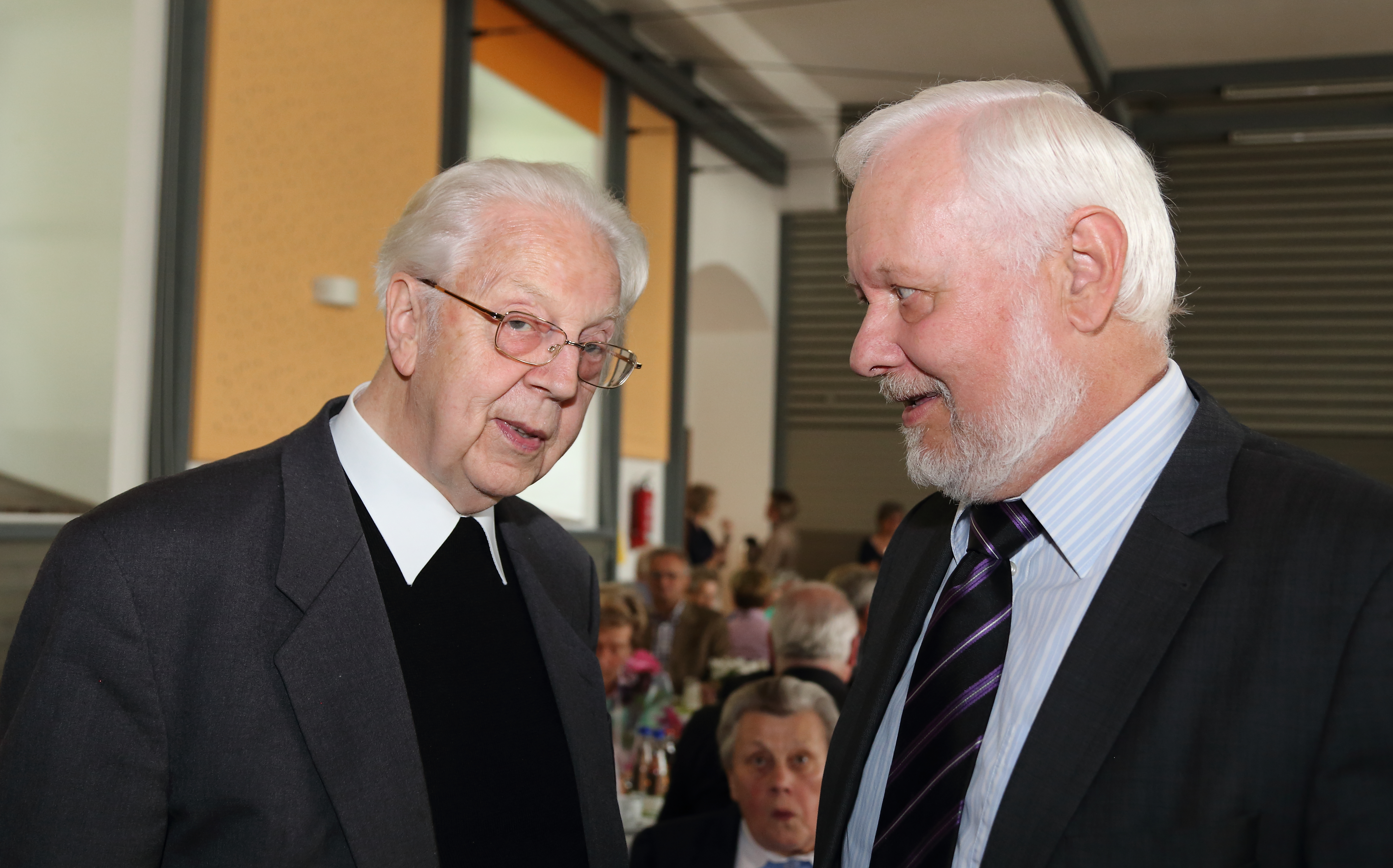
Werner Heukamp im Gespräch mit Johannes K. Rücker.

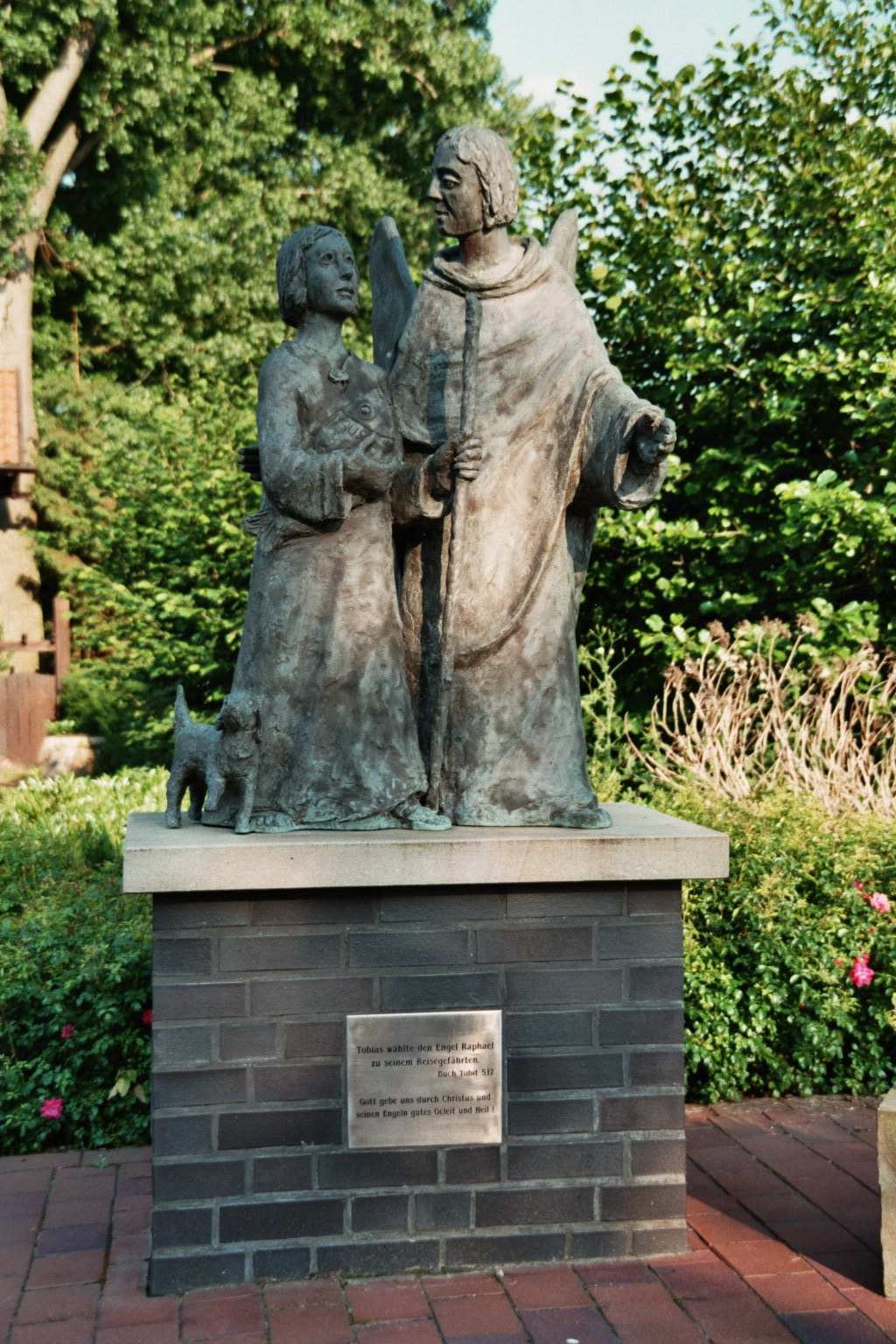
Die Brückenplastik Raffael und Tobit von Werner Klenk ist eine der Skulpturen, an deren Aufstellung Werner Heukamp maßgeblich mitgewirkt hat

- Pluggen Hiärm. Een Original ut Greiwen, Greven 1988, ISBN 3-923166-28-1
- Märchen un Fabeln ut de aolle un nie Tied in de plattdütske Spraoke. Frie naovertellt un söwes maakt van Werner Heukamp, Münster 1991, ISBN 3-7923-0616-6
- Plattdütsket Gebiädbook. Tosammenstellt van Werner Heukamp, Ibbenbürener Vereinsdruckerei, Ibbenbüren 1996, (3. Auflage, Ibbenbüren 1997, ISBN 3-921290-90-2)
- Lob Gottes am Wegesrand. Bildstöcke, Wegekreuze und Klausen in Recke, Recke 1997
- De löchtende Stiärn. Weihnachtsgeschichten in plattdeutscher Sprache, Ibbenbüren 1998, ISBN 3-932959-04-3
- Unnerwäggens düör Riecke, Steinbeck un Espel. Mit Abstechern in die ältere und neuere Geschichte; von Menschen und Begebenheiten erzählt in Hoch- und Niederdeutsch, Ibbenbürener Vereinsdruckerei, Ibbenbüren 2001, ISBN 3-932959-22-1
- Von Menschen und Begebenheiten. Unnerwäggens düor Riecke, Steemke und Espel erzählt in Hoch- und Niederdeutsch, Ibbenbürener Vereinsdruckerei, Ibbenbüren 2006, ISBN 3-932959-51-5
- Niehet hauch – un plattdütsket Gebädbook. Schwattbraut – Siälenkost, Ibbenbürener Vereinsdruckerei, Ibbenbüren 2008, ISBN 978-3-932959-63-9
- zusammen mit Elke Lutterberg (Fotos): Kirchenführer der älteren Kirchen im ehemaligen Landkreis Tecklenburg, Ibbenbürener Vereinsdruckerei, Ibbenbüren 2009 (ISBN 3-941607-04-9 oder ISBN 978-3-941607-04-0)
- als Herausgeber: Ein bisschen mehr Klemens. Heldenhaftes Leben von Pastor Klemens Niermann, Ibbenbüren, Ibbenbürener Vereinsdruckerei, Ibbenbüren 2009 (ISBN 978-3-941607-05-7)
- Unnerwäggens düör Riecke. Mit Abstechern in die ältere und neuere Geschichte, Ibbenbürener Vereinsdruckerei, Ibbenbüren 2010, ISBN 978-3-941607-11-8
- Sünte Rendel – Ein Lebensbild in hoch- und niederdeutscher Sprache, Ibbenbürener Vereinsdruckerei, Ibbenbüren 2011
- Maria, Mutter der Glaubenden. Nach den Visionen der seligen Anna Katharina Emmerich. Westfälische Reihe (Selbstverlag bei Aschendorff), Münster 2013, ISBN 978-3-95627-030-7.

## Zitat
„Wenn man zweisprachig aufwächst, ist das immer gut. Das macht den Verstand flügge. Und wenn man Platt spricht, kann man auch schon halb Englisch.“